# Cussetia diversifolia
Cussetia diversifolia là một loài thực vật có hoa trong họ Podostemaceae. Loài này được (Lecomte) M.Kato mô tả khoa học đầu tiên năm 2006.